# Прядкин, Сергей Геннадьевич
Серге́й Генна́дьевич Пря́дкин (17 августа 1961, Астрахань, РСФСР, СССР) — российский футбольный функционер, вице-президент и член бюро исполкома Российского футбольного союза, в 2007—2021 годах — президент Российской футбольной Премьер-Лиги, член Совета директоров Европейской ассоциации профессиональных футбольных лиг, член Стратегического совета по профессиональному футболу УЕФА, член комитета УЕФА по статусу игроков и агентской деятельности. Временно исполняющий обязанности президента Российского футбольного союза (19 декабря 2018 — 21 февраля 2019).
Бывший сотрудник КГБ СССР , ФАПСИ, ФСО, полковник запаса.

## Биография
Окончил Орловское высшее военное командное училище связи им. М. И. Калинина КГБ СССР (ОВВКУС) в 1982 году и Московский областной государственный институт физической культуры. До 1994 года проходил службу в КГБ и ФАПСИ, затем перешёл на работу в спортобщество «Динамо». В 1994 году (по словам самого Прядкина — в 1995 году) в немецком Шарлоттенбурге основал агентство «GiRRus», занимающееся, в частности, агентским сопровождением футболистов. Одним из соучредителей агентства был Константин Сарсания.
В РФПЛ с самого основания — с 2001 года. 14 ноября 2007 года стал президентом РФПЛ. В марте 2020 года был переизбран на новый пятилетний срок, однако 5 октября 2021 года на общем собрании членов РПЛ покинул пост. Со 2 апреля 2005 года — советник президента РФС, в августе—ноябре 2006 года — исполняющий обязанности генерального директора РФС, с 15 ноября 2006 до 14 ноября 2007 — генеральный директор. Возглавлял комиссию РФС по агентской деятельности.
С 19 декабря 2018 по 21 февраля 2019 года — исполняющий обязанности президента Российского футбольного союза.
Входит в состав Общественного совета при Следственном комитете Российской Федерации.

### Конфликт интересов и иск Евгения Левченко
Летом 2011 года профсоюз футболистов и тренеров, возглавляемый Владимиром Леонченко и Николаем Грамматиковым, инициировал разбирательство касательно конфликта интересов в работе Сергея Прядкина на постах генерального директора РФС, главы комиссии по агентской деятельности РФС и президента РФПЛ с одной стороны и его руководством компанией, занимающейся, в частности, агентской деятельностью, а также работой в качестве агента его младшего брата Андрея. Профсоюз ссылался на документы, подписанные Андреем Прядкиным, обстоятельствах и платежах по трансферам футболистов Бранко Илича и Магомеда Оздоева и другие факты. Комитет РФС по этике не усмотрел в работе Сергея Прядкина никаких нарушений.
28 декабря украинский футболист Евгений Левченко заявил о том, что обращается в Спортивный арбитражный суд в Лозанне для рассмотрения дела о конфликте интересов в работе президента РФПЛ Сергея Прядкина. Также, дав интервью порталу sports.ru, Евгений Левченко рассказал о том, что с помощью и под покровительством Сергея Прядкина и его младшего брата Андрея были «отмыты» 400 000 долларов США при переходе Евгения Левченко в «Сатурн» (Раменское) летом 2009 года.